# Samuel Hardy
Samuel Hardy (Chesterfield, 26 d'agost de 1883 - 24 d'octubre de 1966) fou un futbolista anglès de la dècada de 1910.
Fou internacional amb la selecció d'Anglaterra entre 1907 i 1920. Defensà els colors de Chesterfield, Liverpool FC, Aston Villa FC i Nottingham Forest.